# Головоломка

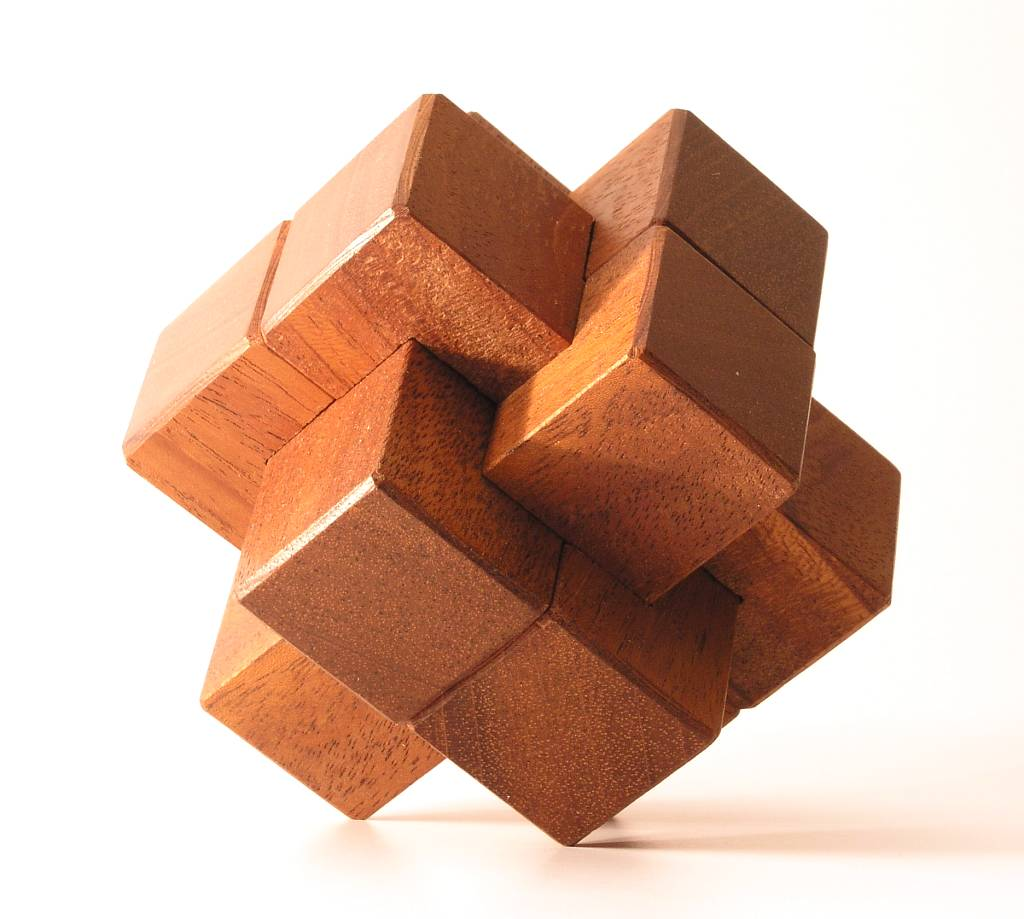
Пример сборно-разборной головоломки типа Колючка

Головоло́мка (буквальный перевод с фр. casse-tête) — игрушка с определённой задачей для самостоятельного решения. Примеры задач — разобрать и собрать по частям объёмную фигуру (Колючка), собрать заданную плоскую фигуру (Танграм), собрать что-либо в определённом порядке (Пятнашки, Кубик Рубика), распутать и разъединить верёвочную и проволочную головоломку.
Головоломками иногда также называют некоторые логические игры и задачи занимательной математики.

## История
Некоторые головоломки известны с глубокой древности. Оригинальные логические задачи находят на стенах египетских пирамид, в древнегреческих манускриптах и в других исторических памятниках. Эпохой расцвета в средневековой истории головоломок можно считать конец IX века. Рост уровня образования и снижение религиозной нетерпимости к наукам привели к расширению круга любителей логических задач. В это время появилась и первая книга головоломок в Европе — сборник ирландского просветителя Алкуина «Задачи для развития молодого ума».
Самая старая механическая головоломка пришла из Греции и появилась она в 3-м столетии до нашей эры.
Игра состоит из квадрата, разделённого на 14 частей. Цель игры — создать различные формы из этих кусков. Это не так просто сделать (см., например, стомахион).
Наиболее широкое распространение головоломки получили на рубеже XIX и XX веков. Благодаря деятельности американца Сэма Лойда и англичанина Генри Дьюдени головоломки проникли во многие периодические издания, стали популярны среди широких слоёв населения. Лойд долгое время считался автором популярнейшей во всем мире головоломки «Пятнашки» (в действительности изобретённой Ноем Палмером Чепмэном из Канастоты). Головоломка была настолько популярной, что некоторые работодатели вынуждены были издать приказ о запрете приносить её на работу.
В Иране «замки с секретом» были сделаны в 17-м веке нашей эры. Следующее известное появление головоломок обнаруживается в Японии. Имеется упоминание в книге 1742 года игры с названием «Сеи Шонаган». Около 1800 года становится популярной игра Танграм из Китая, а двадцатью годами позже игра распространилась в Европе и Америке.
Компания Richter из Рудольштадта начала производство большого числа подобных танграму различных фигур, так называемых «Анкер-головоломок», около 1891 года.

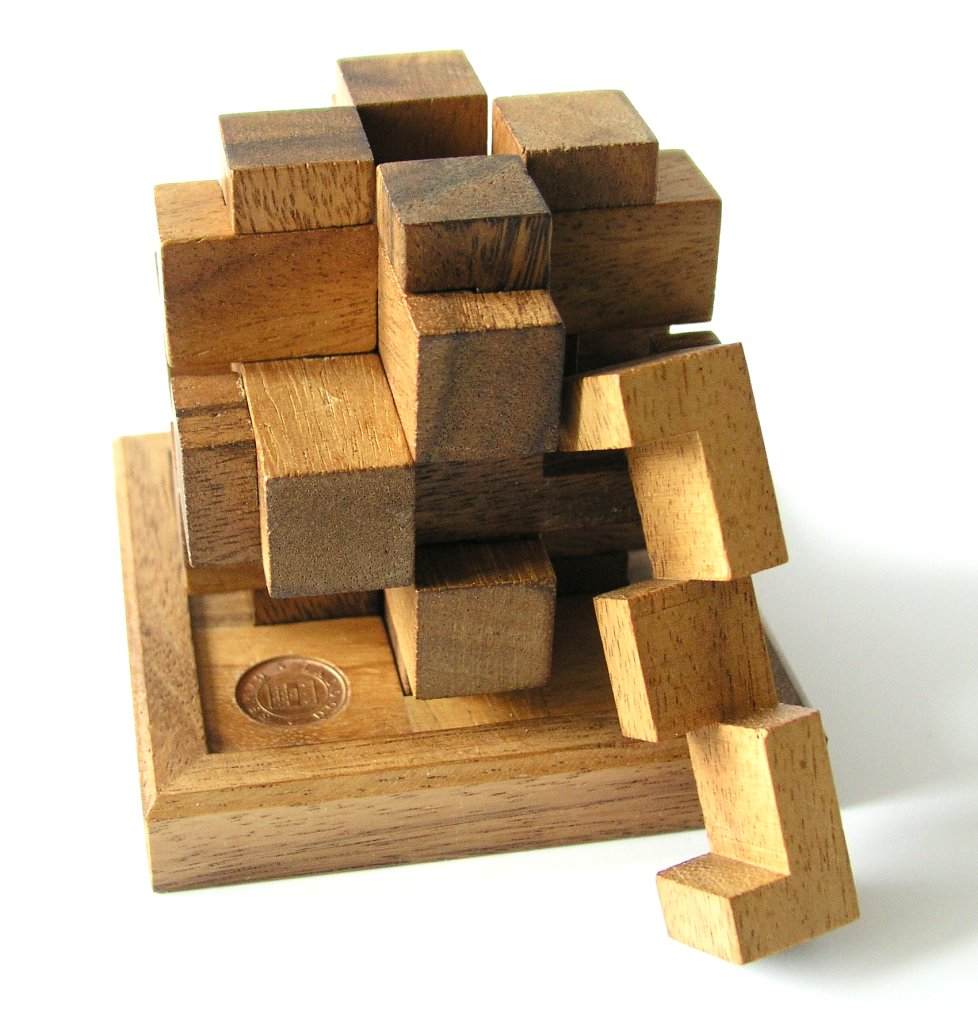
Головоломка, разработанная В. Алтекрузе

В 1893-ом году Анжело Джон Льюис, использующий псевдоним «Профессор Хоффман», написал книгу с названием «Puzzles; Old and New» (Головоломки; старые и новые). Книга содержала, кроме других вещей, более 40 описаний головоломок с секретными механизмами открывания. Книга переросла в справочник по играм-головоломкам.
Начало 20-го века было временем, в котором головоломки были очень модны и был выдан первый патент на головоломки. Головоломка, показанная на рисунке, сделанная из 12 одинаковых частей В. Альтекрузе в 1890, является примером такой головоломки.
Следующим толчком в развитии головоломок стало изобретение в 1974 году венгром Эрнё Рубиком знаменитого кубика. Кубик Рубика стал не только игрушкой, но и объектом исследований математиков и инженеров. С тех пор по всему миру регулярно проводятся соревнования по скоростной сборке кубика.
Современная индустрия головоломок стремительно развивается. Постоянно на рынке появляются новые игры, конструкции и издания, призванные держать интеллект человека в тонусе, развивать логику, тренировать нестандартное мышление и повышать интеллектуальный уровень в целом.

## Авторы головоломок
Известен множеством головоломок на бумаге и как автор заданий чемпионатов мира по пазлспорту профессор математики из США Эрих Фридман.
Один из самых известных создателей и популяризаторов головоломок, автор сотен вариантов головоломок и автор 80 книг о головоломках — японец Ноб Йошигахара.
В России и странах бывшего СССР известны Сергей Грабарчук−старший, Анатолий Калинин, Владимир Красноухов, Леонид Мочалов, как создатели механических головоломок, а также Андрей Богданов, Борис Кордемский, Ольга Леонтьева, Яков Перельман, Владимир Португалов, Риад Ханмагомедов, Михаил Хотинер, как авторы головоломок на бумаге.
Мигель Беррокаль — сделал много метафорических и абстрактных скульптур-головоломок

## Разновидности

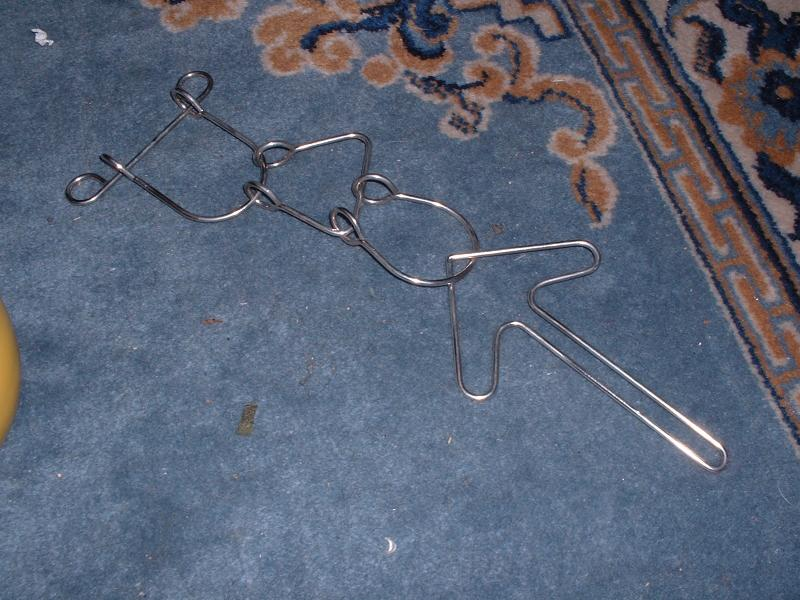
Проволочная головоломка (компоненты соединены)

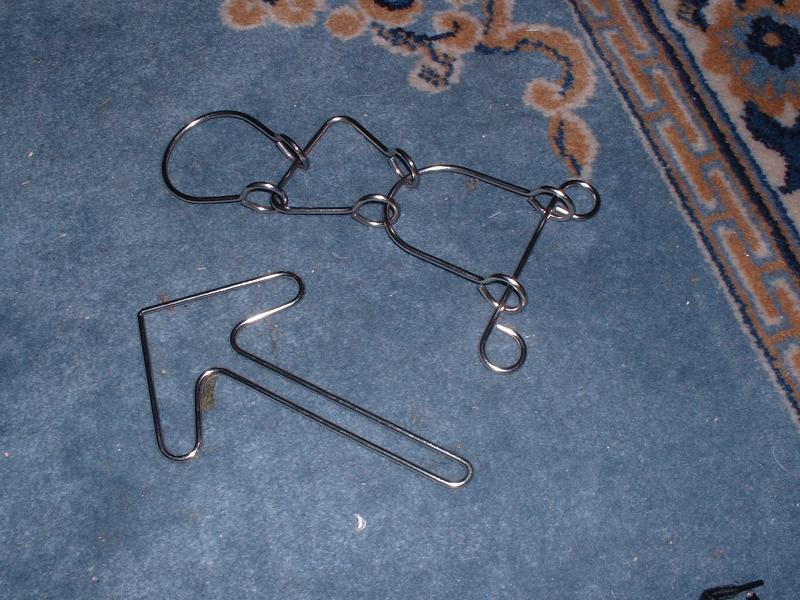
Проволочная головоломка (компоненты разъединены)

### Перестановочные
- Пятнашки
- Ханойская башня
- Минус-кубик
- Клёцки

Шарнирные:
- Кубик Рубика, Пирамидка и множество других подобных.

### Головоломки на складывание
- Мозаика-пазл.
- Кубики сома, Куб Бедлама, Дьявольский куб, Куб Ёсимото.
- Танграм
- Пентамино.
- Змейка Рубика, Кубик-змейка.

В этой категории головоломка представляется в виде набора компонентов, а целью является сборка некоторой фигуры. Кубики сома, созданные Питом Хейном, пентамино Соломона Голомба, вышеупомянутая игра танграм и «Анкер-головоломки» являются примерами таких головоломок.
Более того, задачи, в которых детали следует уложить в кажущийся слишком маленьким ящик, также принадлежат этой категории.

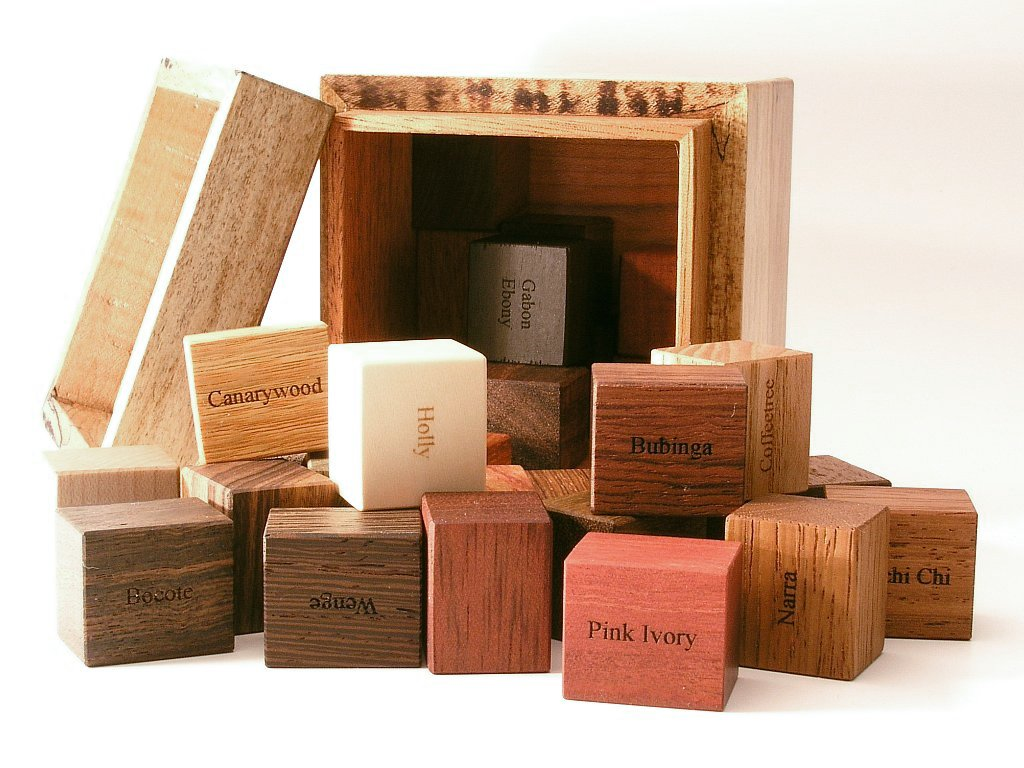
Головоломка Хоффмана

Рисунок показывает вариант головоломки Хоффмана, изобретённой в 1978 году. Цель задачи — упаковать 27 прямоугольных параллелепипедов со сторонами A, B, C в ящик со сторонами A+B+C, удовлетворяющих двум ограничениям:
1) A, B, C не должны быть равны
2) Наименьшее из число A, B, C должно быть больше, чем {\displaystyle (A+B+C)/4}
Одна из возможностей — A=18, B=20, C=22, и ящик должен иметь размеры 60×60×60. Сам Деан Г. Хоффман (изобретатель головоломки) пишет, что время её решения может варьироваться от 20 минут до нескольких часов.
Современные инструменты, такие как лазерная резка, делают возможным создание сложных двумерных головоломок, сделанных из дерева или акрила. В последнее время это стало преобладающим и разрабатываются головоломки необычной декоративной геометрии. Это позволяет использовать множество путей деления областей на повторяющиеся формы.
Для разработки новых головоломок используются компьютеры, они позволяют осуществить исчерпывающий перебор — с помощью компьютера головоломка может быть разработана так, что она будет иметь наименьшее возможное число решений или решение будет требовать настолько много шагов, насколько это возможно. В результате решение таких головоломок может стать очень сложным.
Использование прозрачных материалов позволяет создание головоломок, в которых части необходимо ставить поверх друг друга. Цель — создать определённый узор, рисунок или цветную схему.
Например, одна из головоломок состоит из нескольких дисков, в которых секторы колец различного размера раскрашены разными цветами. Диски помещаются один на другой стопкой с целью создать цветные кольца (красное=>синее=>зелёное=>красное).

### Разборные головоломки

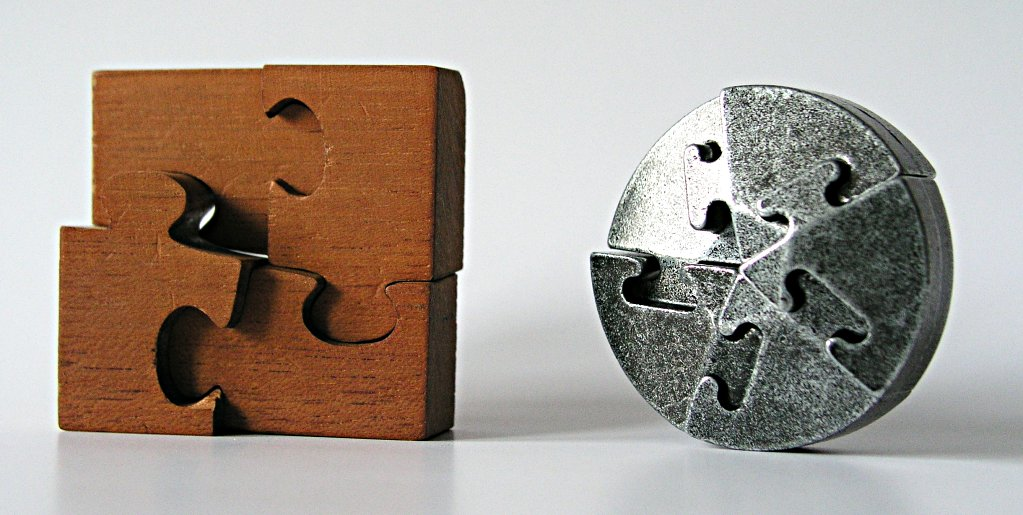
Разборные головоломки

Головоломки этой категории обычно решаются путём открывания или разборки их на части. В эту категорию входят головоломки с секретным механизмом открывания и открываются они с помощью проб и ошибок. Более того, головоломки, состоящие из нескольких металлических частей, соединённых вместе неким образом, также считаются принадлежащими этой категории.
Две головоломки, показанные на рисунке, особенно хороши для вечеринок, поскольку они легко разбираются, но, в реальности, многие не могут решить эту задачу. Проблема здесь заключается в форме частей — узлы соединения являются коническими и, поэтому, могут двигаться только в одном направлении. Однако каждая часть имеет два различных направления конусов с прилегающими частями, так что одна часть не может быть извлечена ни в одном направлении.
Ящички, называемые шкатулками с секретом и имеющие секретный механизм открывания, крайне популярные в Японии, входят в эту категории. Эти шкатулки содержат более или менее сложный, обычно невидимый, механизм открывания. Существует огромное многообразие механизмов открывания, таких как едва заметные панели, которые нужно сдвинуть, механизмы, срабатывающие при наклоне, магнитные замки, движущиеся стержни, которые нужно вращать в определённую позицию и даже таймерные замки, для открытия которых объект нужно держать в определённом положении, пока жидкость не заполнит некий (внутренний) контейнер.

### Головоломки сцепления

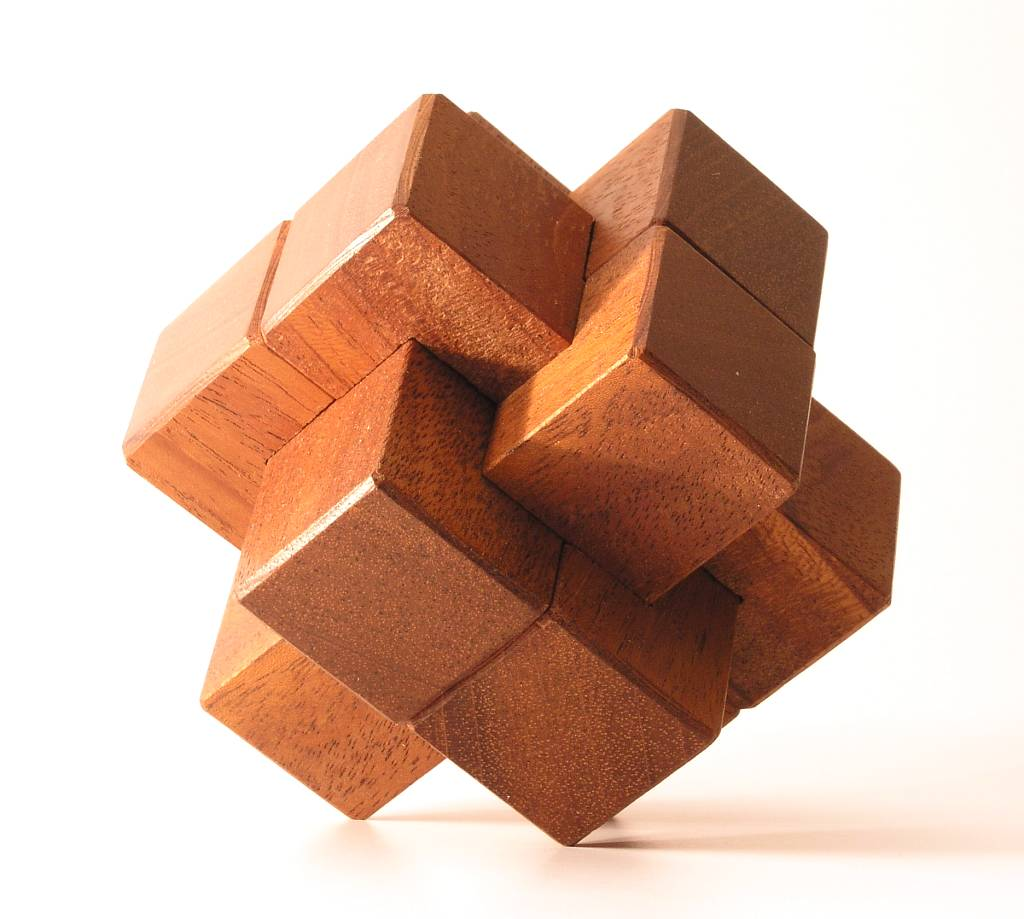
Китайский деревянный узел

В головоломках сцепления одна или несколько частей удерживают остальные части вместе или части удерживают друг друга. Цель головоломки — полностью разобрать, а потом собрать головоломку. Примером являются знаменитые китайские деревянные узлы.
Как разборка, так и сборка могут быть сложными — в отличие от головоломок складывания в этих головоломках части обычно не распадаются легко.
Уровень сложности обычно определяется в терминах числа движений, необходимых для удаления первого фрагмента начальной головоломки.
На рисунке показан один из наиболее известных представителей этой категории, китайский деревянный узел. В частности, в этой версии узла, которую разработал Билл Катлер, требуется 5 движений, чтобы освободить первый фрагмент головоломки.
История этих головоломок отслеживается до начала 18-го века. Каталог 1803 года фирмы «Bastelmeier» содержал две головоломки этого вида. Книга головоломок Профессора Хоффмана, упомянутая выше, тоже содержит две такие головоломки.
В начале 19-го столетия японцы захватили рынок этих игрушек. Они создали множество игр всех видов и различной формы — животные, лошади и другие объекты — в то время как запад вращался вокруг геометрических форм.
С помощью компьютера не так давно стало возможным проанализировать полное множество игр. Этот процесс начал Билл Катлер с анализа всех китайских деревянных узлов. С октября 1987 до августа 1990 все 35.657.131.235 различных вариантов были проанализированы. Вычисления были проведены на нескольких компьютерах и заняли бы в общей сложности 62,5 года, если бы проводились на одном компьютере.

Процесс разборки головоломки «колючка»

Для фигур, отличных от китайского деревянного узла, уровень сложности достиг 100 движений до удаления первого фрагмента головоломки, уровень, при котором человеку придётся сильно постараться, чтобы решить головоломку. Вершина в развитии этой головоломки — головоломки, в которых добавление небольшого числа частей удваивает сложность.
Однако компьютерный анализ привёл также к движению в другом направлении — поскольку в современных программах не предусмотрено вращение частей головоломки, появился тренд создавать головоломки, в которых решение должно включать по меньшей мере одно вращение. В этом случае придётся всё решать вручную.
До публикации 2003 года «RD Design Project» Оувена, Чарнли и Стрикланда (Owen, Charnley, Strickland) головоломки без прямых углов не могли быть эффективно проанализированы на компьютере. Стьюард Коффин создавал головоломки, основанные на ромбододекаэдре с 1960 года. Это позволило использовать бруски треугольного или шестиугольного сечения.
Головоломки такого вида часто имеют крайне неравные компоненты, которые превращаются в правильную фигуру лишь в самом конце сборки. Более того, углы в 60° позволяют сделать обязательным движение некоторых объектов вместе. Головоломка «Бутон розы» (Rosebud) является главным представителем таких головоломок — в этой головоломке 6 частей нужно двигать с одной крайней позиции, в которой они касаются только кончиками, к центру полного объекта.

### Головоломки на расцепление и распутывание

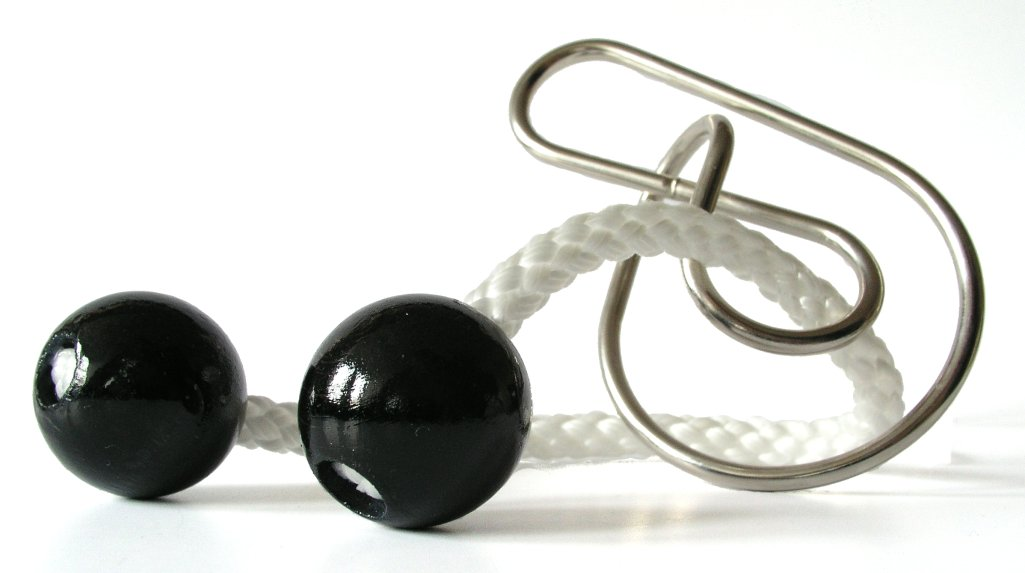
Верёвочная головоломка

Для головоломок этого вида целью является отцепление металлического или верёвочного кольца от объекта. В этих головоломках важную роль играет топология.
Рисунок показывает версию головоломки на расцепление. Хотя выглядит она незамысловато, она достаточно трудна — большинство сайтов с головоломками причисляют её к одной из самых трудных.
Проволочные головоломки (англ. Vexiers) — это другой вид головоломок на расцепление. В них нужно расцепить две или более проволочные части. Они также распространились во время общего помешательства на головоломках в конце 19-го века. Большая часть проволочных головоломок нашего времени пришло из того периода.
Так называемые кольцевые головоломки, в которые входят китайские кольца, это другой вид проволочных головоломок. В этих головоломках длинная проволочная петля должна быть освобождена от пут колец и проволок. Число шагов, требующихся для освобождения петли, часто экспоненциально зависит от числа колец в головоломке. Распространён тип, в котором кольца соединены с бруском верёвками (или металлическими эквивалентами), имеет схему решения, идентичному бинарному коду Грея, в котором каждое слово отличается от соседнего только одним битом.
Заслуживает внимания головоломка, известная как китайские кольца, кольца Кардана, Меледа или головоломка ренессанса. Головоломка упоминалась в манускрипте «De Viribus Quantitatis» Луки Пачоли примерно в 1500 году как «Задача 107». Та же головоломка упоминается в издании 1550 года книги Джероламо Кардано «De subtililate». Хотя головоломка принадлежит классу головоломок на расцепление, её решение может быть представлено как бинарная математическая процедура.
Есть легенда, что в средние века рыцари дарили китайские кольца своим жёнам, чтобы во время их отсутствия жёны могли занять свой время. Головоломки таверн, сделанные из стали, были хорошей практикой для кузнецов.
Бор, Нильс использовал головоломки на расцепление с названием Танглоиды (Tangloids) для демонстрации студентам свойств спина.

### Замки-головоломки
Эти головоломки, называемые также замками с секретом, являются замками (часто навесными), имеющими необычный механизм запора. Целью является открыть замок. Если вам дают ключ, он не откроет замок привычным путём. Для некоторых замков бывает трудно восстановить исходное состояние.

### Сосуды с секретами

Пример сосуда с секретом

Это сосуды «с изюминкой». Цель головоломки — выпить или вылить содержимое сосуда, не пролив ни капли. Головоломка является древней формой игры. Греки и финикийцы делали контейнеры, которые нужно было заполнять через дно. В 9-м столетии множество различных сосудов было описано в деталях в турецкой книге. В 18-м веке китайцы также делали сосуды такого вида для питья.
Один из примеров — сосуд с секретом. В горлышке этого сосуда сделано много отверстий, которые позволяют влить жидкость в сосуд, но делают невозможным вылить жидкость из сосуда. Малозаметный канал проходит через ручку сосуда и, по верхнему краю, к носику. Если закрыть верхнее отверстие на ручке пальцем, можно пить жидкость из сосуда, всасывая её как через соломинку.

### Головоломки, требующие ловкости

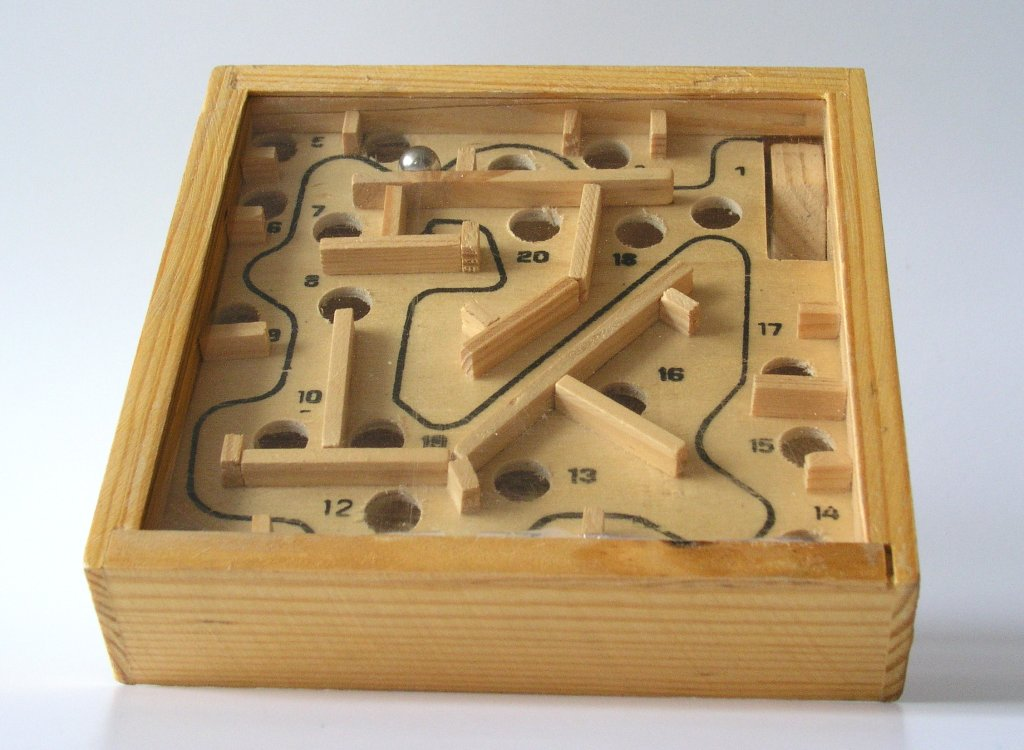
Наклоняя коробку, нужно провести шарик по линии к определённой цели, не попав в отверстия вдоль линии.

Игры этой категории, строго говоря, не являются головоломками, поскольку терпение и ловкость здесь играют главную роль. Часто целью является путём наклона коробки с прозрачной крышкой заставить шарик попасть в отверстие.

### Другие виды
- Меледа
- Шкатулка с секретом
- Ёжик в клетке

#### Головоломки с предметами
- Головоломки со спичками.
- Головоломки с монетами.

#### Бумажные

Пример головоломки на складывание бумаги, созданной Веса Тимонен (Vesa Timonen, 2002)

Целью этого жанра головоломок является складывание бумаги таким образом, что в результате получаем определённый рисунок. В принципе, головоломку «Магия Рубика» можно отнести к этой же категории. Лучший пример показан на рисунке. Задача состоит в складывании квадратного листа бумаги таким образом, что числа стали бы примыкать друг к другу без щелей и образовали квадрат.
Другая головоломка на складывание бумаги — складывание проспектов и карт города. Несмотря на то, что линии сгиба часто указывают, где сгибать, бывает очень трудно сложить бумагу именно в том виде, какой она была. Причиной является то, что процесс складывания разрабатывается специально для складывающей машины, оптимизируя процесс укладки, и эту оптимальную укладку обычные люди не всегда пытаются воспроизвести.